# Castles in the Air (album)
| Recensione | Giudizio |
| ---------- | -------- |
| AllMusic   |          |

Castles in the Air  è un album discografico di Felix Cavaliere, pubblicato dalla casa discografica Epic Records nel 1979.

## Tracce

### LP
Lato A
1. Good to Have Love Back – 4:17 (Felix Cavaliere)
2. Only a Lonely Heart Sees – 3:41 (Felix Cavaliere, Jay Tran)
3. All or Nothing – 4:42 (Felix Cavaliere)
4. Castles in the Air – 4:00 (Felix Cavaliere)
5. People Got to Be Free – 4:07 (Felix Cavaliere, Eddie Brigati)

Lato B
1. Dancin' the Night Away – 4:14 (Felix Cavaliere)
2. Love Is the First Day of Spring – 4:23 (Eddie Brigati, Felix Cavaliere)
3. Outside Your Window – 3:13 (Felix Cavaliere, Dan Beck, Willie Young)
4. Don't Hold Back Your Love – 4:09 (Felix Cavaliere, Dan Beck)
5. You Turned Me Around – 4:28 (Felix Cavaliere)

## Musicisti
Good to Have Love Back
- Felix Cavaliere - voce, Fender Rhodes, Oberheim
- Buzzy Feiten - chitarra elettrica solo
- Hiram Bullock - chitarra elettrica, chitarra elettrica solo
- Will Lee - basso
- Steve Jordan - batteria
- Raphael Cruz - percussioni
- Luther Vandross, Yvonne Lewis, Annie Sutton, Dennis Collins - accompagnamento vocale-cori

Only a Lonely Heart Sees
- Felix Cavaliere - voce, Fender Rhodes
- Hiram Bullock - chitarra elettrica, chitarra acustica
- George Young - sassofono alto solo
- Will Lee - basso
- Steve Jordan - batteria
- Raphael Cruz - percussioni
- Luther Vandross, Yvonne Lewis e Annie Sutton - accompagnamento vocale-cori

All or Nothing
- Felix Cavaliere - voce, organo Hammond, Fender Rhodes
- Hiram Bullock - chitarra elettrica
- Vinnie Cusano - chitarra elettrica
- Steve Khan - chitarra ritmica
- Marcus Miller - basso
- Steve Jordan - batteria
- Raphael Cruz - percussioni
- Felix Cavaliere, Eddie Brigati e David Brigati - accompagnamento vocale-cori
- Mike Lawrence - tromba
- Barry Rogers - trombone
- George Young - sassofono alto
- Seldon Powell - sassofono tenore
- Ronnie Cuber - sassofono baritono

Castles in the Air
- Felix Cavaliere - voce, Fender Rhodes
- Steve Khan - chitarra elettrica
- Hiram Bullock - chitarra elettrica
- Will Lee - basso
- Steve Jordan - batteria
- Raphael Cruz - percussioni
- Ed Walsh - Oberheim, sintetizzatore, programming
- Randy Brecker - flicorno solo
- Eddie Brigati, David Brigati e Felix Cavaliere - accompagnamento vocale-cori

People Got to Be Free
- Felix Cavaliere - voce, pianoforte acustico, organo Hammond
- Hiram Bullock - chitarra elettrica
- Steve Khan - chitarra elettrica
- Steve Jordan - batteria
- Neil Jason - basso
- Buzzy Feiten - chitarra solo
- Eddie Brigati, David Brigati e Felix Cavaliere - accompagnamento vocale-cori

Dancin' the Night Away
- Felix Cavaliere - voce, pianoforte acustico
- Hiram Bullock - chitarra elettrica
- Neil Jason - basso
- Steve Jordan - batteria
- Steve Ferrone - syndrums
- Raphael Cruz - percussioni
- Eddie Brigati, David Brigati e Felix Cavaliere - accompagnamento vocale-cori
- Marvin Stamm - tromba
- George Young - sassofono alto
- Seldon Powell - sassofono tenore
- Barry Rogers - trombone
- Ronnie Cuber - sassofono baritono

Love Is the First Day of Spring
- Felix Cavaliere - voce, pianoforte elettrico Yamaha Baby Grand Piano, pianoforte acustico, Fender Rhodes
- Steve Khan - chitarra elettrica
- Vinnie Cusano - chitarra elettrica
- Steve Jordan - batteria
- Will Lee - basso
- Ed Walsh - sintetizzatore Oberheim, programming
- George Young - sassofono alto solo
- David Lasley, Lynn Pitney e Arnold McCuller - accompagnamento vocale-cori

Outside Your Window
- Felix Cavaliere - voce, pianoforte acustico, sintetizzatore Oberheim
- Hiram Bullock - chitarra elettrica
- Steve Khan - chitarra elettrica
- Will Lee - basso
- Steve Jordan - batteria
- Luther Vandross, David Lasley, Arnold McCuller, Diva Gray e Lynn Pitney - accompagnamento vocale-cori

Don't Hold Back Your Love
- Felix Cavaliere - voce
- Hiram Bullock - chitarra acustica
- Vinnie Cusano - chitarra elettrica solo
- Neil Jason - basso
- Steve Jordan - batteria
- Ed Walsh - sintetizzatore Oberheim, programming
- Raphael Cruz - percussioni
- Luther Vandross, David Lasley e Arnold McCuller - accompagnamento vocale-cori

You Turned Me Around
- Felix Cavaliere - voce, sintetizzatore Oberheim, organo Hammond
- Hiram Bullock - chitarra elettrica
- Steve Khan - chitarra ritmica
- Gene Santini - basso
- Steve Jordan - batteria
- Steve Ferrone - syndrums
- Raphael Cruz - percussioni
- Luther Vandross, Yvonne Lewis, Annie Sutton, Dennis Collins - accompagnamento vocale-cori
- Marvin Stamm - tromba
- Barry Rogers - trombone
- George Young - sassofono alto
- Seldon Powell - sassofono tenore
- Ronnie Cuber - sassofono baritono

Note aggiuntive
- Felix Cavaliere e Cengiz Yaltkaya - produttori (per la Shanti Productions)
- Registrazioni effettuate al Atlantic Studios di New York City, New York (Stati Uniti)
- Bill Dooley - ingegnere delle registrazioni
- Tom Heid e Randy Mason - assistenti ingegnere delle registrazioni
- Mixaggio effettuato al The Hit Factory (eccetto brano: People Got to Be Free) da Gerry Block
- Bobby Gordon - assistente ingegnere del mixaggio
- Brano: People Got to Be Free, mixato al Sound Works da Gerry Block
- Craig Goetsch - assistente ingegnere del mixaggio (brano: People Got to Be Free)
- Mastering effettuato da Greg Calbi al Sterling Sound di New York City, New York
- Gene Orloff - concert master
- Chrissy Allerdings - project coordinator
- Cengiz Yaltkaya - arrangiamento strumenti ad arco e strumenti a fiato
- Felix Cavaliere e Cengiz Yaltkaya - arrangiamento parte ritmica
- Ken Ambrose - fotografia frontale copertina album originale
- Don Hunstein - fotografia retrocopertina album originale
- Paula Scher - design copertina album originale[2]